# Teppei Koike
 (novembre 2018).
Si vous disposez d'ouvrages ou d'articles de référence ou si vous connaissez des sites web de qualité traitant du thème abordé ici, merci de compléter l'article en donnant les références utiles à sa vérifiabilité et en les liant à la section « Notes et références ».
Teppei Koike (小池 徹平, Koike Teppei) est un acteur et chanteur japonais, né le 5 janvier 1986 à Ōsakasayama, dans la préfecture d'Osaka, au Japon.

## Biographie
Teppei Koike fait ses débuts en tant qu'acteur en 2002 dans le drama Tentai Kazoku. Il s'est depuis illustré de nombreuses fois sur le grand et le petit écran, notamment avec le drama Dragon Zakura ou le film Lovely complex, inspiré du manga éponyme.
En 2014, il débute dans la comédie musicale en incarnant L, personnage phare de Death Note. Le spectacle musical, signé par le tandem Frank Wildhorn-Jack Murphy, est adapté du manga éponyme de Tsugumi Ōba et Takeshi Obata. Il reprend son rôle lors de la production de 2017.
Entre-temps, il est choisi pour incarner Ronan Mazurier, le rôle masculin principal de 1789 : Les Amants de la Bastille. Cette production Tōhō regroupe des personnalités réputées de la scène japonaise telles que Sayaka Kanda, Daisuke Watanabe, Ryōsuke Miura, Yūta Furukawa, Sonim, Rio Uehara ou Keigo Yoshino. Le spectacle se joue en 2016 et 2018, il bénéficie d'un CD live et d'une captation disponible en DVD.
En 2016, il s'illustre dans la production japonaise de Kinky Boots, aux côtés de son ami Miura Haruma. Il y retrouve également Sonim, sa partenaire de 1789. Pour son interprétation de Charlie Price, il est récompensé au 42e Kazuo Kikuta Theater Award. Il reprend le rôle à deux reprises, en 2019 et 2022, cette fois aux côtés de Shirota Yu.

## Discographie

### 1stAlbum: Pieces
- 01. Sonna Anata ni / そんなあなたに
- 02. my brand new way
- 03. Omoide no Kakera / 思い出の欠片
- 04. Ehagaki / 絵葉書
- 05. Kimi ni Okuru Uta / 君に贈る歌
- 06. sweet summer
- 07. Dokoka no Sora / 何処かの空
- 08. pieces
- 09. “is”
- 10. Aka Renga / 赤レンガ
- 11. dawn
- 12. Ame mo Kaze mo / 雨も風も

### 2ndAlbum: Jack In The Box
- 01. Aishitemo
- 02. AIR STYLE
- 03. Namioto
- 04. My Way
- 05. Kimi Dake
- 06. Owarattahazu
- 07. I'm Here
- 08. Smile
- 09. Synchro
- 10. Don't Stop The Music

### 1stSingle: Kimi ni Okuru Uta
- 01. kimi ni okuru uta
- 02. Lucky de happy
- 03. kimi ni okuru uta (Instrumental)
- 04. lucky de happy (Instrumental)

### 2ndSingle: my brand new way
- 01. Sonna Anata ni / そんなあなたに
- 02. my brand new way
- 03. Omoide no Kakera / 思い出の欠片
- 04. Ehagaki / 絵葉書
- 05. Kimi ni Okuru Uta / 君に贈る歌
- 06. sweet summer
- 07. Dokoka no Sora / 何処かの空
- 08. pieces
- 09. “is”
- 10. Aka Renga / 赤レンガ
- 11. dawn
- 12. Ame mo Kaze mo / 雨も風も

### 3th Single:Kimi Dake
- 01. Kimi Dake
- 02. Rough Writer
- 03. Kimi ni Okuru Uta [acoustic version]

## Filmographie

### Films
| Année | Titre                            | Rôle              | Note                    |
| 2006  | Lovely Complex                   | Otani Atsushi     | Rôle masculin principal |
| 2008  | Kids                             | Asato             |                         |
| 2009  | Gokusen: The Movie               | Keita Takeda      |                         |
| 2009  | Genkai in a Black Company        | Masao Oneta (MAO) |                         |
| 2018  | Lock-On Love                     | Masaki Takatsugu  |                         |
| 2019  | The Confidence Man JP: The Movie | Katsura Kimihiko  |                         |

### Dramas
| Année | Titre                                 | Rôle               | Note                 |
| 2003  | Yankee Bokou ni Kaeru                 | Murase Motoya      |                      |
| 2004  | Water Boys 2                          | Iwata Iwao         |                      |
| 2004  | Houkago                               | Komiya Kaname      |                      |
| 2005  | Gokusen 2                             | Takeda Keita       |                      |
| 2005  | Dragon Zakura                         | Ogata Hideki       |                      |
| 2005  | Oniyome Nikki                         | Sawamura Ryousuke  |                      |
| 2006  | Iryu                                  | Ijyuuin Noboru     |                      |
| 2007  | Iryu 2                                | Noboru Ijyuin      |                      |
| 2008  | Shibatora                             | Shibatora Taketora |                      |
| 2009  | Ohitorisama                           | Kamisaka Shinichi  |                      |
| 2010  | Iryu 3                                | Ijuin Noboru       |                      |
| 2011  | Propose Kyoudai                       | Yamada Jiro        |                      |
| 2011  | Shonan Natsukoi Monogatari            | Nonomura Yosuke    |                      |
| 2012  | Naniwa Shounen Tanteidan              | Shindo Shuhei      |                      |
| 2013  | Amachan                               | Adachi Hiroshi     |                      |
| 2014  | Iryu 4                                | Ijuin Noboru       |                      |
| 2014  | Borderline                            | Kawabata Akira     |                      |
| 2017  | Reverse                               | Hirosawa Yoshiki   |                      |
| 2018  | Confidence Man JP                     | Katsura Kimihiko   | Episode 9            |
| 2018  | Dairenai                              | Matsuo Kohei       |                      |
| 2018  | Kakugo wa Ii ka Soko no Joshi         | Masaki Takatsugu   | Episode 2            |
| 2019  | Rika                                  | Oya Masafumi       |                      |
| 2020  | Guilty (ytv)                          | Ogino Kazuma       |                      |
| 2021  | Kakenai !?                            | Sumi Takashi       |                      |
| 2021  | Kinkyuu Torishirabeshitsu 4           | Muramatsu Akira    | Saison 4, épisode 5  |
| 2021  | Seiten wo Tsuke                       | Hashimoto Sanai    |                      |
| 2021  | Junkyouju Takatsuki Akira no Suisatsu | Terauchi Hajime    | Saison 2             |
| 2021  | Dragon Zakura 2                       | Ogata Hideki       | Saison 2, épisode 10 |
| 2021  | Boku no Satsui ga Koi wo Shita        | Akasaka Takeru     |                      |
| 2022  | Wagemon                               | Moriyama Einosuke  |                      |
| 2022  | Kasouken no Onna                      | Kimijima Naoko     | Saison 22            |

## Performances scéniques
| Année              | Titre                                  | Rôle           | Note                                                                 |
| ------------------ | -------------------------------------- | -------------- | -------------------------------------------------------------------- |
| 2014 / 2017        | Death Note The Musical                 | L              | Premier rôle sur scène                                               |
| 2016 / 2018        | 1789 - Les Amants de la Bastille       | Ronan Mazurier | Rôle masculin principal Version d'espoir                             |
| 2016 / 2019 / 2022 | Kinky Boots                            | Charlie Price  | Rôle masculin principal Récompensé au 42e Kazuo Kikuta Theater Award |
| 2017               | Cabaret                                | Cliff          |                                                                      |
| 2017 / 2022        | The Rocky Horror Show                  | Brad           |                                                                      |
| 2021               | Makai Reincarnation                    | Hiro Amakusa   |                                                                      |
| 2022               | Ruroun Kenshin - Musical Kyoto Edition | Kenshin Himura |                                                                      |